# Thomas Pichler (Physiker)
Thomas Pichler (* 25. Juni 1966 in Klagenfurt) ist ein österreichischer Physiker.
Pichler wurde 1993 an der Universität Wien in Physik bei Hans Kuzmany promoviert (Magisterabschluss 1990). Danach war er dort Assistent am Institut für Festkörperphysik und habilitierte sich 2002 am Institut für Materialphysik. Von 2002 bis 2008 war er Leiter der Arbeitsgruppe „Molekulare Nanostrukturen“ am Leibniz-Institut für Festkörper- und Werkstoffforschung in Dresden. Danach war er Professor für Quanten- und Festkörperphysik an der Universität Wien.
Er befasst sich mit Kohlenstoffnanoröhren, Graphen und Fullerenen (allgemein niedrigdimensionalen Kohlenstoff-Festkörperstrukturen) und deren elektronischen, optischen und mechanischen Eigenschaften. 2016 gelang ihm mit Kollegen ein Durchbruch in der Herstellung von Carbinen, eindimensionalen Ketten aus Kohlenstoffen. Deren Herstellung war bis dahin auf weniger als 50 Kohlenstoffatome beschränkt, da sie sehr reaktiv und damit instabil sind. Durch deren Synthese in doppelwandigen Kohlenstoffnanoröhren gelang der Gruppe um Pichler nach jahrelanger Arbeit eine Kette von über 6000 Kohlenstoffatomen herzustellen (theoretisch nur beschränkt durch die Länge der die Kette umschließenden Kohlenstoffnanoröhre).
Von 1996 bis 1998 war er Marie Curie Fellow.

## Schriften (Auswahl)
- mit J. Kastner u. a.: Resonance Raman and Infrared-spectroscopy of Carbon Nanotubues, Chemical Physics Letters, Band 221, 1994, S. 53–58
- mit R. Smalley u. a.: Localized and Delocalized Electronic States in Single-Wall Carbon Nanotubes, Phys. Rev. Lett., Band 80, 1998, S. 4729
- mit P. Ayala, A. Rubio u. a.: The doping of carbon nanotubes with nitrogen and their potential applications, Carbon, Band 48, 2010, S. 575–586
- mit D. Haberer u. a.: Tunable band gap in hydrogenated quasi-free-standing graphene, Nano Letters, Band 10, 2010, S. 3360–3366
- mit Lei Shi, Philip Rohringer, Kazu Suenaga, Yoshiko Niimi, Jani Kotakoski, Jannik C. Meyer, Herwig Peterlik, Marius Wanko, Seymur Cahangirov, Angel Rubio, Zachary J. Lapin, Lukas Novotny, Paola Ayala: Confined linear carbon chains as a route to bulk carbyne, Nature Materials, Band 15, 2016, S. 634–639
- mit Ryosuke Senga, Francesco Mauri, Paolo Barone, Kazu Suenaga u. a.: Position and momentum mapping of vibrations in graphene nanostructures, Nature, Band 573, 2019, S. 247–250